# Oelerse

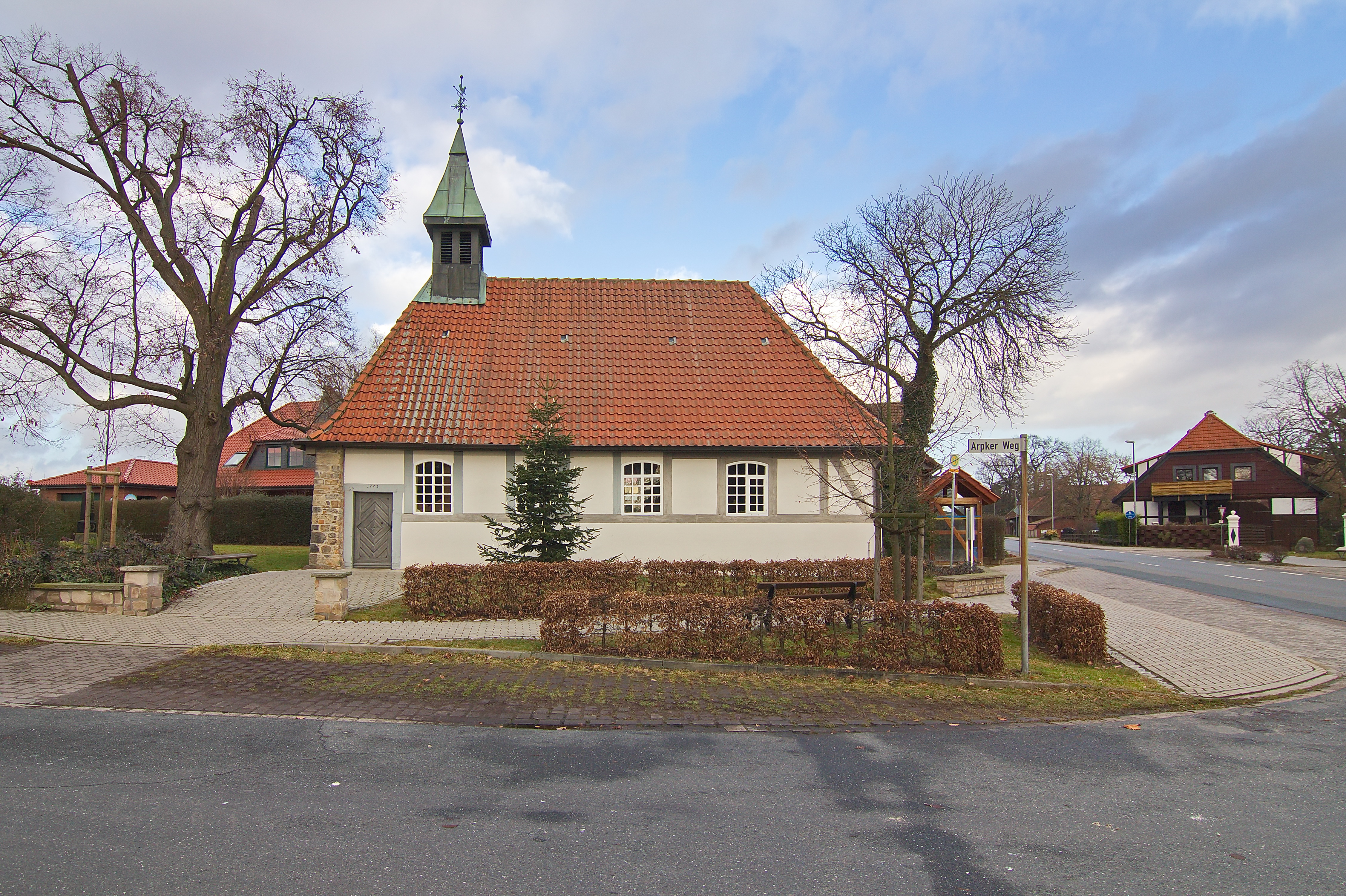
Kapelle aus dem 18. Jahrhundert

Oelerse (niederdeutsch Öhlße) ist eine Ortschaft in der Gemeinde Edemissen im Landkreis Peine in Niedersachsen.

## Geographie
Der Ort Oelerse liegt nördlich der Kreisstadt Peine zwischen den beiden Oberzentren Hannover und Braunschweig am Rande der Südheide.

## Geschichte
Oelerse wurde im Jahre 1307 erstmals urkundlich als „Olerdessen“ erwähnt und war jahrhundertelang ein Grenzort des Herzogtums Braunschweig-Lüneburg gegen das Hochstift Hildesheim. Von 1532 bis 1885 gehörte der Ort zum Amt Meinersen in der Vogtei Uetze.
Im Zuge der Gebietsreform in Niedersachsen kam es am 1. März 1974 zur Bildung der Einheitsgemeinde Edemissen aus den Ortschaften der Samtgemeinde Edemissen und weiteren acht selbständigen Gemeinden. Oelerse – seit 1885 im Landkreis Burgdorf – wurde dem Landkreis Peine zugeschlagen, zur Gemeinde Edemissen.

## Einwohnerentwicklung
| Jahr               | Einwohner |
| ------------------ | --------- |
| 1821               | 181       |
| 1848               | 218       |
| 1. Dezember 1871 ¹ | 235       |
| 1. Dezember 1885 ¹ | 241       |
| 1. Dezember 1905 ¹ | 270       |
| 16. Juni 1925 ¹    | 304       |
| 16. Juni 1933 ¹    | 288       |
| 17. Mai 1939 ¹     | 325       |
| 31. Dezember 1945  | -         |
| 29. Oktober 1946 ¹ | 598       |

| Jahr                 | Einwohner |
| -------------------- | --------- |
| 13. September 1950 ¹ | -         |
| 6. Juni 1961 ¹       | 458       |
| 1. März 1964         | -         |
| 27. Mai 1970 ¹       | 451       |

¹ Volkszählungsergebnis

## Religion
Schon im frühen 16. Jahrhundert festigte sich der protestantische Glauben. Die Kapelle stammt aus dem Jahre 1773 und ersetzte einen Vorgängerbau.
Die Kapellengemeinde gehörte früher zur Kirchengemeinde und zum Kirchenkreis Sievershausen und kam 1965 bei dessen Auflösung zum Kirchenkreis Burgdorf. 1976 wurde sie der Kirchengemeinde Abbensen angeschlossen und gehört damit zum Kirchenkreis Peine.

## Politik

### Ortsrat
Der Ortsrat, der Oelerse vertritt, setzt sich aus fünf Mitgliedern zusammen. Die Ratsmitglieder werden durch eine Kommunalwahl für jeweils fünf Jahre gewählt.
Bei der Kommunalwahl 2021 ergab sich folgende Sitzverteilung:
- Oelerser Wählerbündnis: 5 Sitze

### Ortsbürgermeister
Ortsbürgermeister ist Holger Meyer (SPD).

### Wappen
Schreitender mit rot bewehrter blauer lüneburgischer Löwe im oberen goldenen Feld des geteilten Wappens. In der unteren blauen Hälfte überdeckt eine beblätterte goldene Ähre zwei balkenweise nebeneinander gestellte silberne Sicheln, eine mit der Schneide nach oben, die andere mit der Schneide nach unten, und symbolisiert so die landwirtschaftliche Prägung des Ortes.

## Kultur und Sehenswürdigkeiten
- Die Neue Mühle ist eine Wassermühle und wurde im Jahre 1587 von den Celler Herzögen an der Fuhse erbaut und gegen Zins verpachtet. Seit 1906 gibt es kein Wasserrad mehr und eine Turbine zur Stromerzeugung ist eingebaut. Geschrotet wird seit 1994 nicht mehr, die Turbine liefert nun Strom für 50 Haushalte. Seit dem Frühjahr 2011 ist die Mühle der „Niedersächsischen Mühlenstraße“ angeschlossen.[4][5][6]

- Die Kapelle in Oelerse wurde im 18. Jahrhundert als Fachwerkbau errichtet.[7]

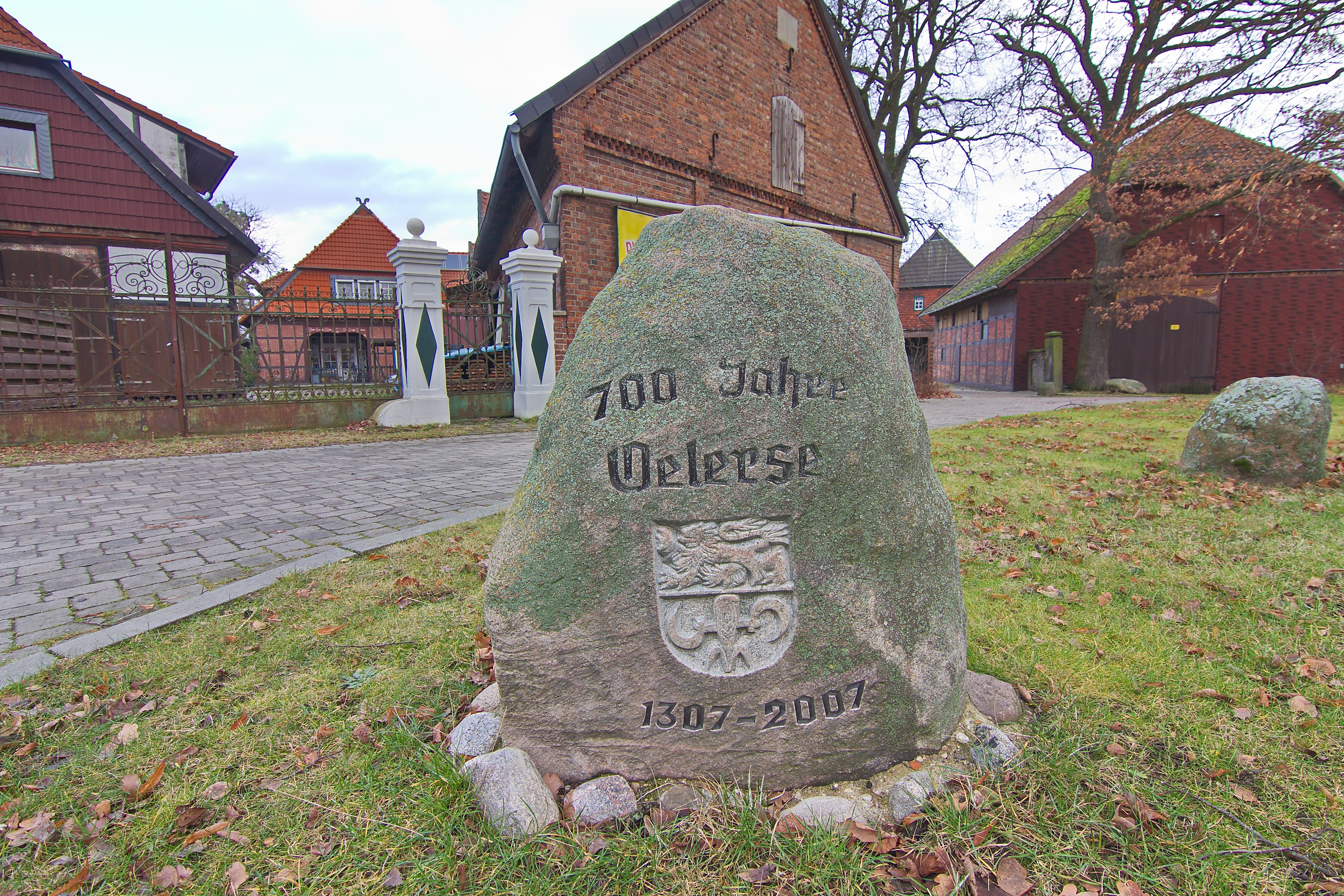
Gedenkstein 700 Jahre Oelerse
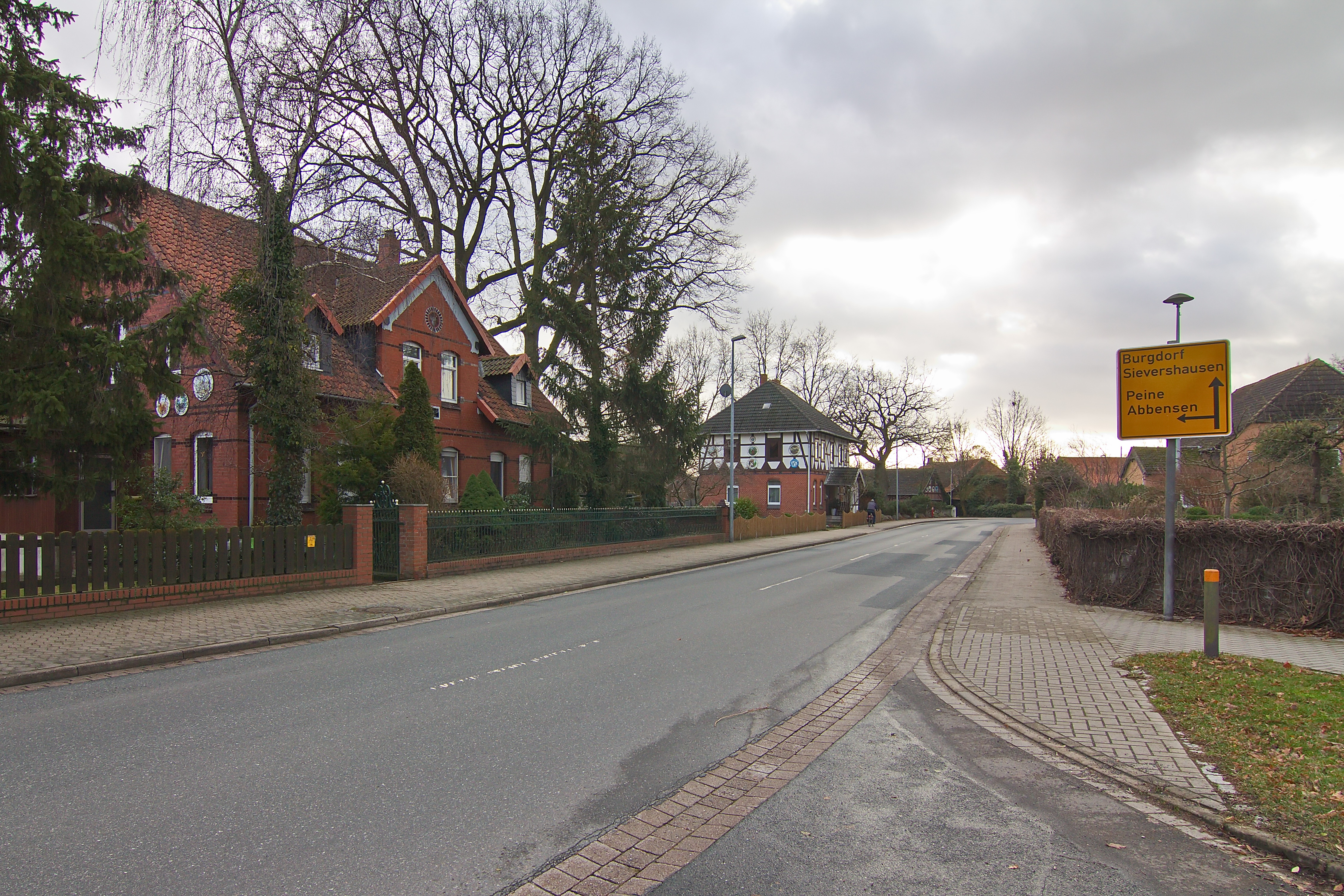
Ortsblick in Richtung Sievershausen
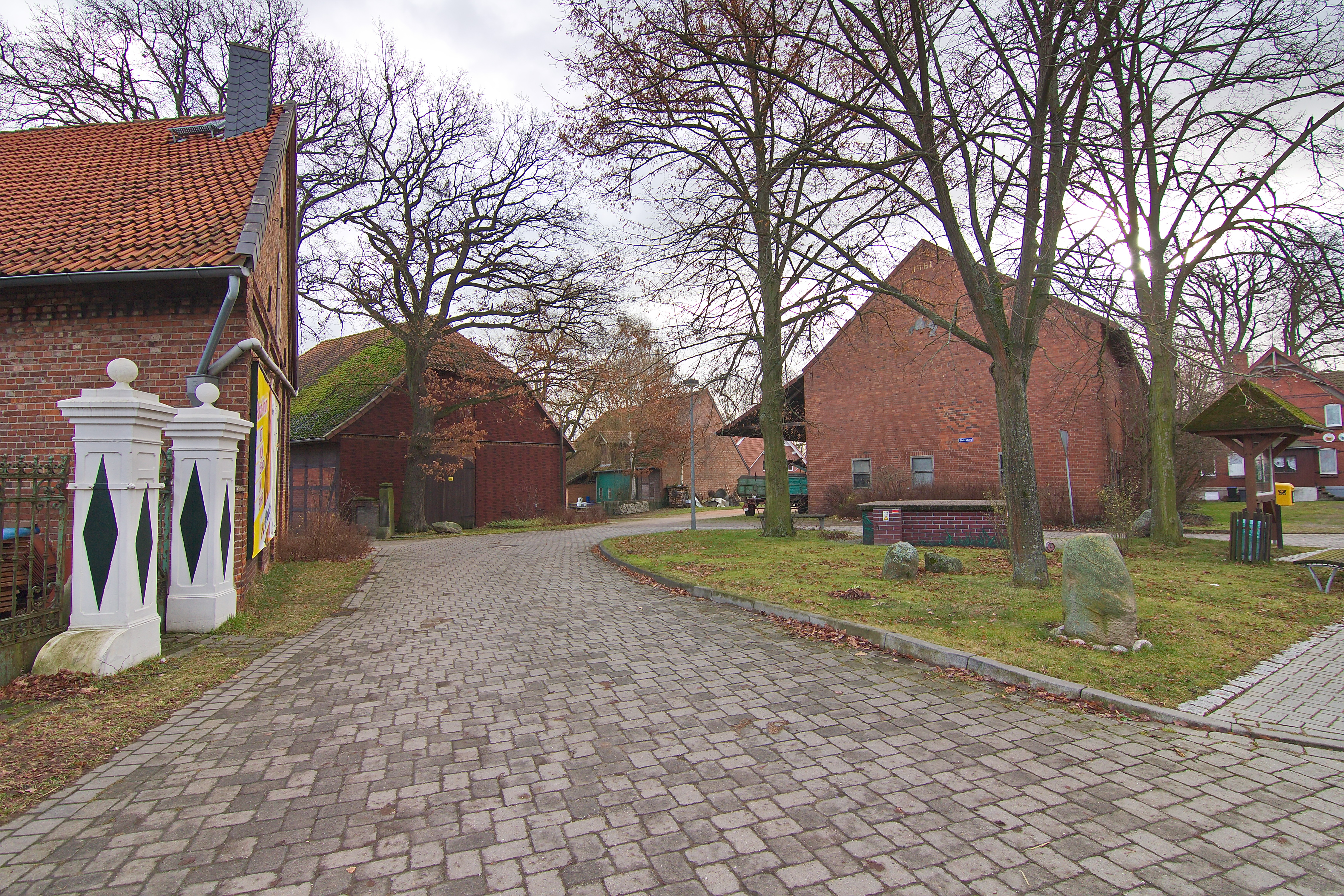
Blick auf den sog. "Lindenberg"

## Wirtschaft und Infrastruktur
Die Ortschaft verfügt über zwei Hofläden, mehrere Handwerks- und landwirtschaftliche Betriebe und einen Kinderreiterhof.

### Bildung
Die Kinder aus Oelerse besuchen in Abbensen den Kindergarten und die verlässliche Grundschule. Des Weiteren sind heute im Zentralort Edemissen Grundschule, Hauptschule und Realschule vorhanden. In Peine sind weiterführende Schulen wie Gymnasium und Berufsbildende Schule eingerichtet.

### Verkehr
Es gibt Busverbindungen nach Edemissen und Peine. Die Autobahnanschlüsse Peine, Peine-Ost und Hämelerwald-Lehrte sind für Berufspendler eine Anbindung an Braunschweig, Wolfsburg, Salzgitter und Hannover. Die Bahnhöfe Dollbergen (Entfernung 3 km) und Hämelerwald (Entfernung 5 km) sind für Bahnreisende in nächster Nähe erreichbar.

## Persönlichkeiten
- Julie Schrader (* 9. Dezember 1881 in Hannover; † 17. November 1939 in Oelerse), Schriftstellerin